# Портрет графини Касы Флорес
«Портрет графини Каса Флорес» (исп. Retrato de la condesa de Casa Flores) — картина испанского художника Франсиско Гойи, написанная маслом на холсте и ныне хранящаяся в Художественном музее Сан-Паулу (Бразилия).

## История
1790-е годы стали для Гойи периодом изменений в его стиле, а также бурной деятельностью в качестве художника. Картина была написана примерно в 1789—1792 годах, незадолго до или после приступа тяжёлой болезни, в результате которого Гойя почти год боролся с возможной смертью, параличом и слепотой. Он поправился лишь частично, оставшись глухим на всю оставшуюся жизнь. Он сумел быстро вернуться к работе, хотя всё ещё страдал от последствий болезни. Гойя пытался убедить художественные круги, что болезнь не ослабила его способности в живописи, так как слухи о его нездоровье могли серьёзно навредить его дальнейшей карьере. Он начал работать над картинами небольшого размера, предназначенными для украшения кабинетов, которые особо не напрягали его физически. Болезнь также прервала его успешную деятельность в качестве художника-портретиста, к которой он вернулся с обострённой наблюдательностью, что, возможно, было связано с потерей слуха. Гойя писал портреты членов королевской семьи, аристократов, представителей буржуазии и духовенства, политиков, банкиров, военных и людей, связанных с искусством. Ему также часто позировали его друзья из круга либералов и иллюстраторы.

## Описание
На портрете изображена Мария Рафаэла Гутьеррес де Теран, супруга графа де Каса Флореса, испанского посла в Вене и Санкт-Петербурге. Во внешности изображённой выделяются пышная прическа и большие глаза, а выражение лица выполнено не очень выразительно. Графиня одета в белое платье, написанное лёгкими мазками кисти. Картина отличается сложной цветовой гаммой и богатством оттенков.
Документальных свидетельств, указывающих на период создания этой картины, нет. Искусствовед Хосе Гудиоль датирует её 1789—1792 годами. По мнению же искусствоведа Мартина С. Сории, автором этого портрета является не Гойя, а его современник Агустин Эстеве.